# Kalen (Kedungtuban)
Kalen is een bestuurslaag in het regentschap Blora van de provincie Midden-Java, Indonesië. Kalen telt 2962 inwoners (volkstelling 2010).